# Ota Kraus
Ota B. Kraus (nacido Otto B. Kraus) (1 de septiembre de 1921, Praga -5 de octubre de 2000, Netanya) fue un maestro y escritor judío checo sobreviviente del campo de concentración de Auschwitz.

## Biografía
Kraus nació en Praga, en aquel entonces capital de Checoslovaquia (actual República Checa). Fue el primogénito de los ocho hijos de Richard Kraus y Marie Strass, creció en la prosperidad del negocio textil de sus padres.
Cuando la ocupación alemana de los nazis, Otto fue un activo sionista preparándose para ir a Eretz Israel.
Pero Otto y su familia fueron primero trasladados al campo de concentración de Theresienstadt en 1942 y luego deportados a Auschwitz en diciembre de 1943 donde fue designado como consejero en el Kinderblock (barracas donde se mantenía a los niños). Seleccionado por Mengele, fue enviado al campo de Schwarzheide en Alemania.
Se casó con Dita Kraus en 1947, a quien conoció en Auschwitz y con quien tuvo tres hijos.
En 1949 la familia Kraus se mudó a Israel, vivieron primero en el kibbutz Givat Chaim y luego a Netanya.
Se retiró de la docencia en 1986 y estudió grafología. Murió de cáncer de estómago a los 78 años de edad.
No confundir con el periodista y escritor checo del mismo nombre también sobreviviente de campos de concentración, Ota Kraus (1909-2001) que escribió Night and Fog con Erich Kulka – (Checo: Noc a mlha)

## Publicaciones
- The Painted Wall[5]
- Mountain Wind
- The Dream Merchand
- Land without God, 1948